# Покровська церква (Ужгород)
Покровська церква — православний храм-пам'ятник у місті Ужгород зведений на честь російських військових, що загинули у Першій світовій війні. Єдиний храм-пам'ятник у країнах колишнього СНД на честь воїнів, що загинули у Першій світовій.

## Історія храму
Ужгородська православна община виникла у 1921 році. У 1926 община вирішила звести цей храм. У середині 1930-х кількість членів конфесії досягла 220 осіб. Її священиком був ієромонах Олексій.
У проєктуванні храму брав участь російський емігрант, інженер-будівник Талалаєв. Проєкт виконано у шатровому стилі московського храмобудівництва за образом церкви Вознесіння у селі Коломенському під Москвою.
Будівництво було доручене протоієрею Всеволоду Коломацькому, що вже мав досвід храмобудівництва. Церква була зведена за 8,5 місяців 1930 року.
Храм діяв у часи угорської окупації 1939—1944 років та частково у радянський період. У середині 1950-х років церкву перетворили на склад, а у 1979 році — у Музей атеїзму (закритий 1990 року). Сьогодні церква функціонує у складі УПЦ МП.

## Світлини

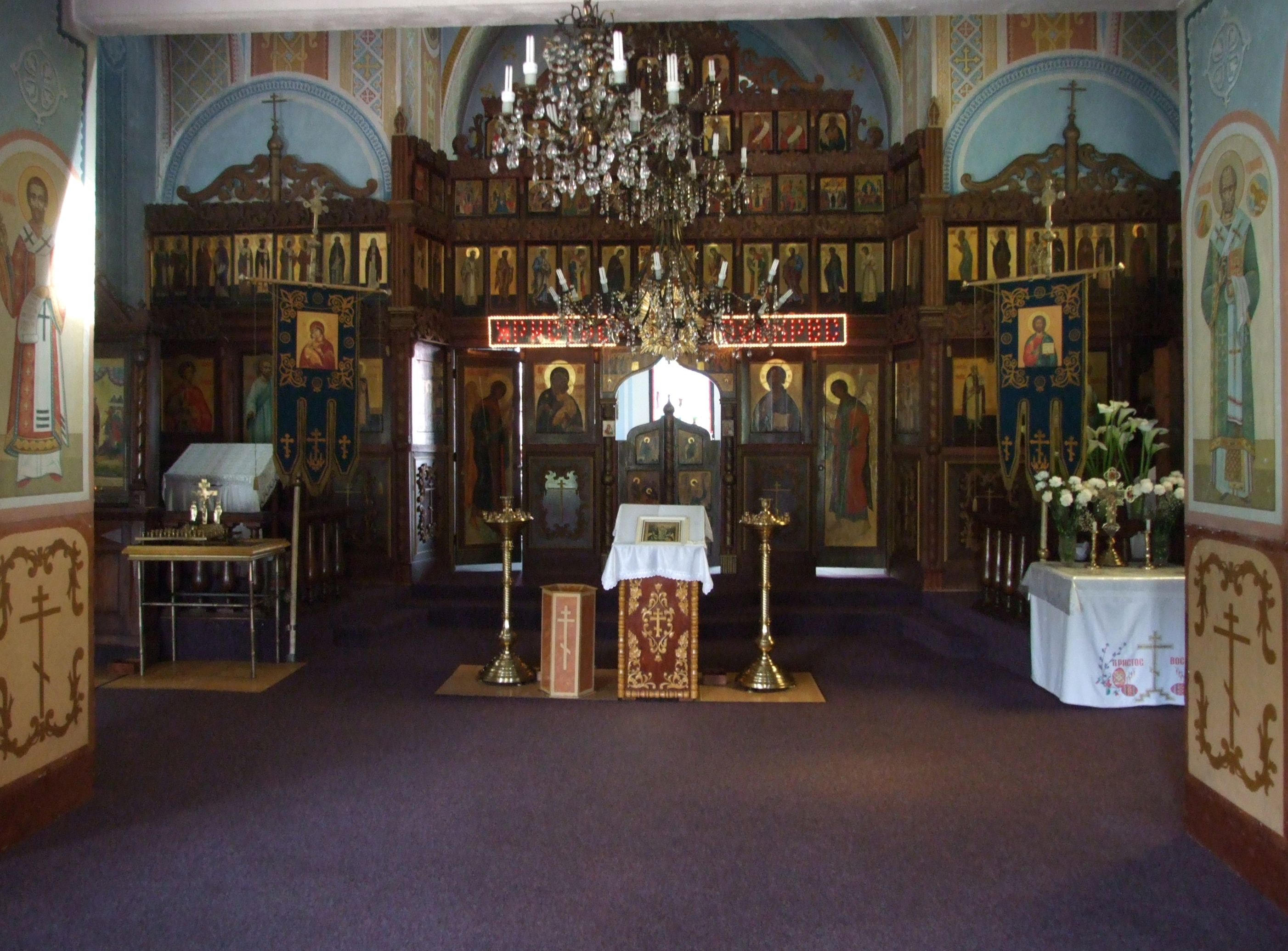
Головний вівтар
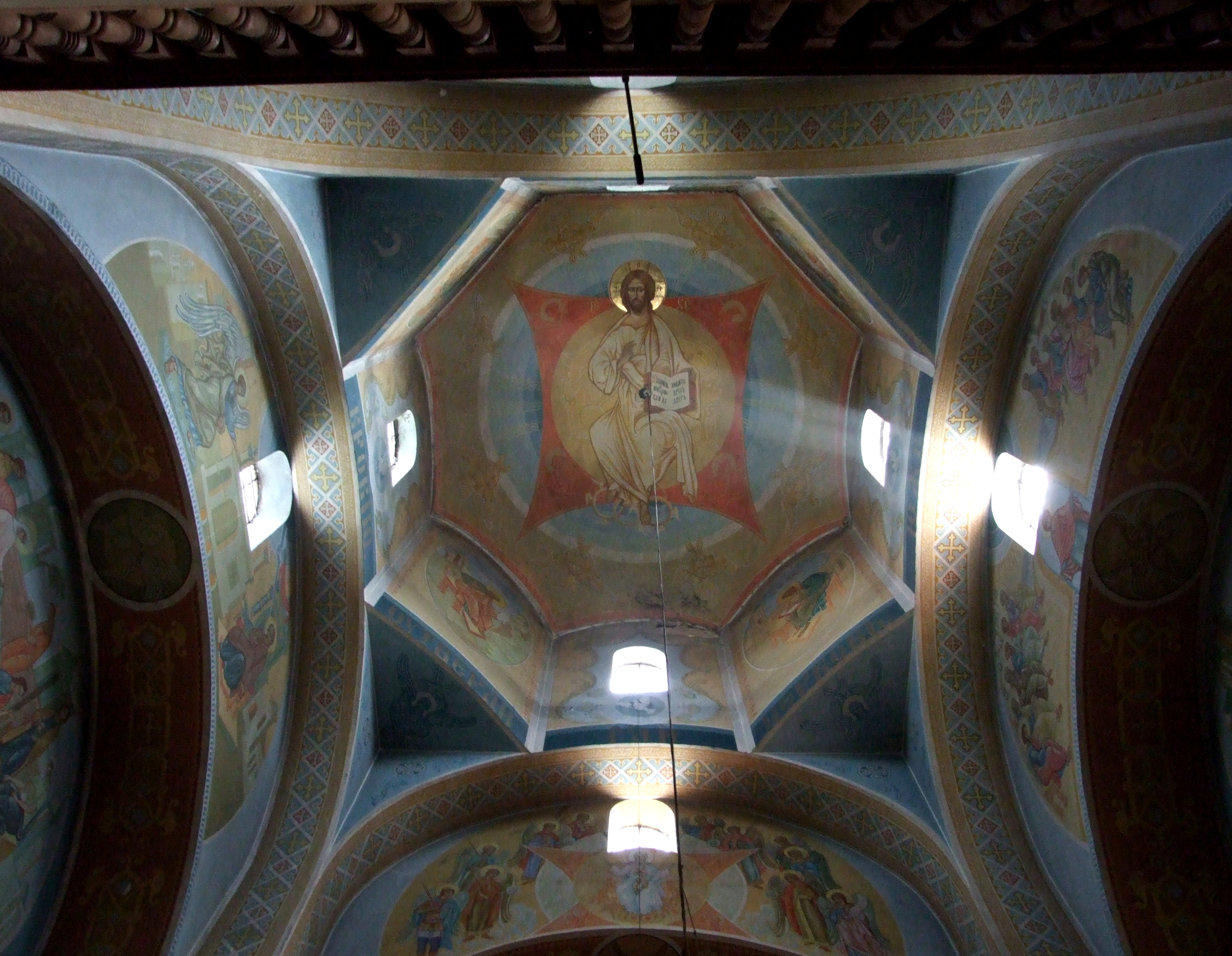
Склепіння
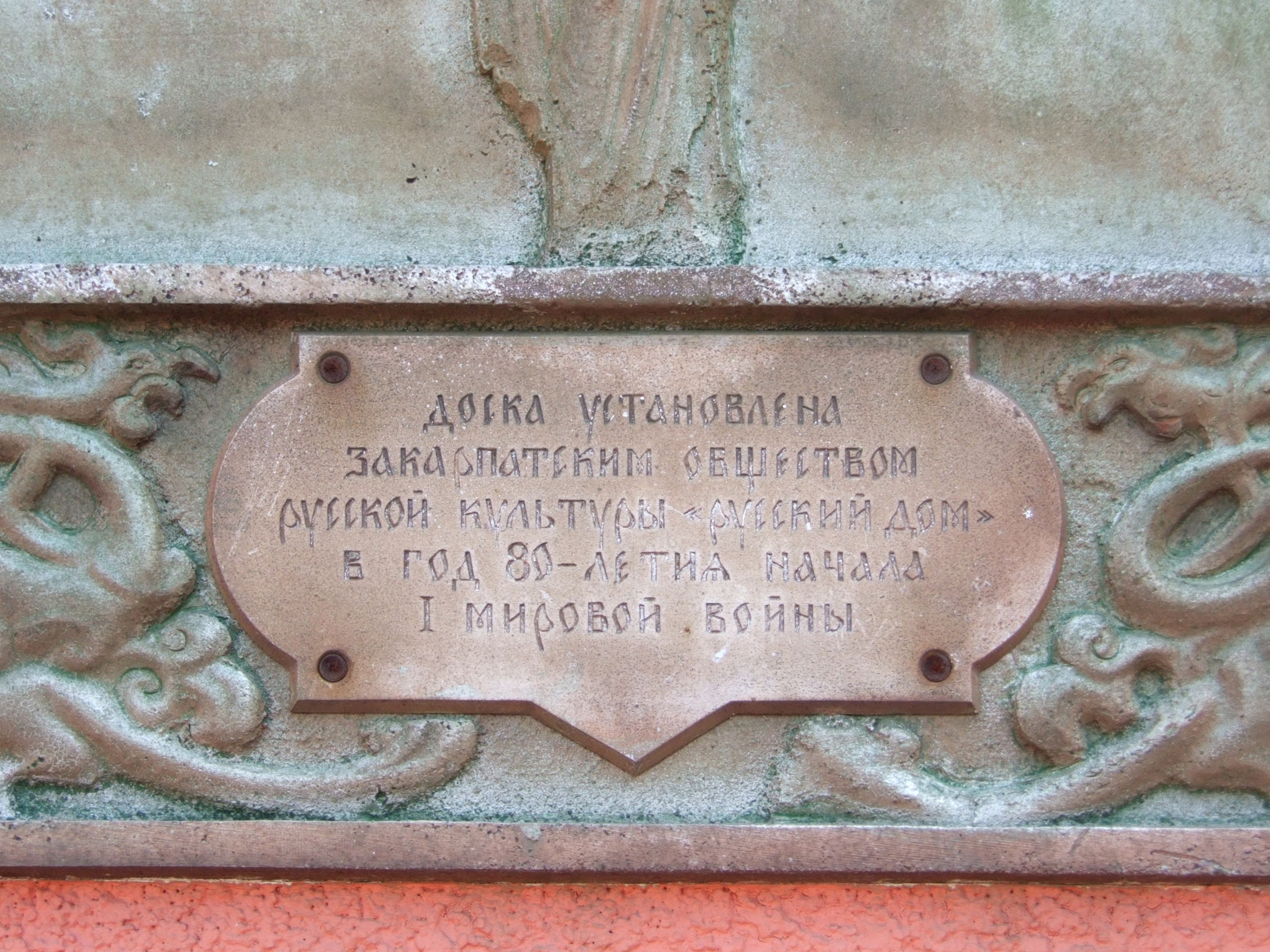
Табличка